# Interkontinentalni kup u hokeju na travi 1997.
Interkontinentalni kup u hokeju na travi 1997. je bio peti Interkontinentalni kup u športu hokeju na travi.
Bio je izlučnim turnirom za iduće svjetsko prvenstvo 1998.
Održao se od 4. do 15. ožujka 1997. u nizozemskom gradu Utrechtu.
Krovna organizacija za ovo natjecanje je bila Međunarodna federacija za hokej na travi.

## Sudionici
- skupina "A": JAR, Kanada, Malezija, Poljska, Španjolska, Švicarska

- skupina "B": Argentina, Belgija, Bjelorusija, Irska, Južna Koreja, Novi Zeland

## Natjecateljski sustav
Momčadi su u prvom dijelu natjecanja igrali po jednostrukom ligaškom sustavu u dvjema skupinama. Za pobjedu se dobivalo 3 boda, za neriješeno 1 bod, a za poraz nijedan bod.

Nakon toga se igralo za poredak. 

5. i 6. momčad iz skupina su doigravale unakrižno: 5. iz "A" sa 6. iz "B" i obrnuto. Pobjednici su doigravali za 9. mjesto, a poraženi za 11. mjesto.

3. i 4. momčad iz skupina su doigravale unakrižno: 3. iz "A" s 4. iz "B" i obrnuto. Pobjednici su doigravali za 5. mjesto, a poraženi za 7. mjesto.

1. i 2. momčad iz skupina su doigravale unakrižno u poluzavršnici: 1. iz "A" s 2. iz "B" i obrnuto. Pobjednici su doigravali za 1. mjesto, a poraženi za 3. mjesto.

## Prvi dio natjecanja - po skupinama
```
utorak, 4. ožujka 1997.

 
 
A:
 Malezija - Poljska                       4:5 (2:3)

 
B:
 Belgija - Irska                          2:1 (1:0)
 
B:
 Novi Zeland - Argentina                  3:1 (2:1)
 
B:
 Južna Koreja - Bjelorusija               4:2 (3:1)
```

```
srijeda, 5. ožujka 1997.

 
A:
 Švicarska - Španjolska                   1:4 (0:2)
 
A:
 Kanada - JAR                             5:4 (1:2)

 
B:
 Novi Zeland - Bjelorusija                2:0 (1:0)
 
B:
 Irska - Južna Koreja                     1:3 (0:0)
```

```
četvrtak, 6. ožujka 1997.

 
A:
 Poljska - Španjolska                     0:1 (0:1)
 
A:
 JAR - Švicarska                          2:2 (2:0)
 
A:
 Kanada - Malezija                        1:4 (1:0)

 
B:
 Argentina - Belgija                      3:1 (1:1)
```

```
petak, 7. ožujka 1997.

 
A:
 Španjolska - Kanada                      2:0 (1:0)

 
B:
 Argentina - Irska                        9:1 (3:0)
 
B:
 Južna Koreja - Novi Zeland               2:1 (1:0)
 
B:
 Bjelorusija - Belgija                    5:7 (1:4)
```

```
subota, 8. ožujka 1997.

 
A:
 Malezija - JAR                           4:3 (?:?)
 
A:
 Švicarska - Poljska                      3:5 (?:?)
```

```
nedjelja, 9. ožujka 1997.

 
A:
 Malezija - Švicarska                     2:2 (0:0)

 
B:
 Irska - Novi Zeland                      1:1 (0:0)
 
B:
 Belgija - Južna Koreja                   4:4 (2:4)
 
B:
 Bjelorusija - Argentina                  1:7 (1:3)
```

```
ponedjeljak, 10. ožujka 1997.

 
A:
 Poljska - Kanada                         2:5 (1:3)
 
A:
 JAR - Španjolska                         1:2 (1:1)

 
B:
 Novi Zeland - Belgija                    3:1 (0:1)
 
B:
 Bjelorusija - Irska                      2:3 (2:1)
```

```
utorak, 11. ožujka 1997.

 
A:
 Švicarska - Kanada                       3:2 (0:0)
 
A:
 JAR - Poljska                            3:4 (2:3)
 
A:
 Španjolska - Malezija                    5:2 (1:2) 

 
B:
 Južna Koreja - Argentina                 5:2 (4:1)
```

Poredak nakon prvog dijela natjecanja:
```
Skupina "A"
                                 

 1. 
 Španjolska         5     5     0     0      (14: 4)        
15

 2. 
 Poljska            5     3     0     2      (16:16)         
9

 3. 
 Malezija           5     2     1     2      (16:16)         
7

 4. 
 Kanada             5     2     0     3      (13:15)         
6

 5. 
 Švicarska          5     1     2     2      (11:15)         
5
 

 6. 
 JAR                5     0     1     4      (13:17)         
1
```

```
Skupina "B"
                                                                

 1. 
 Južna Koreja       5     4     1     0      (18:10)        
13

 2. 
 Novi Zeland        5     3     1     1      (10: 5)        
10

 3. 
 Argentina          5     3     0     2      (22:11)         
9

 4. 
 Belgija            5     2     1     2      (15:16)         
7

 5. 
 Irska              5     1     1     3      ( 7:17)         
4
 

 6. 
 Bjelorusija        5     0     0     5      (10:23)         
0
```

## Doigravanje za poredak
```
četvrtak, 13. ožujka 1997.

 
za 10.-12. mjesto 

 JAR - Irska                              4:0 (1:0)
 Švicarska - Bjelorusija                  2:0 (2:0)

 
za 5.-8. mjesto

 Malezija - Belgija                       3:0 (0:0)
 Kanada - Argentina                       2:0 (1:0)

 
poluzavršnica 

 Španjolska - Novi Zeland                 5:1 (3:1)
 Poljska - Južna Koreja                   0:1 (0:0)

petak, 14. ožujka 1997.

 
za 11. mjesto 

 Bjelorusija - Irska                      2:1 (2:0)

 
za 9. mjesto

 JAR - Švicarska                          3:2 (2:0)

 
za 7. mjesto

 Argentina - Belgija                      2:1 (1:0)

 
za 5. mjesto

 Kanada - Malezija                        3:1 (3:1)

subota, 15. ožujka 1997.

 
za brončano odličje

 Poljska - Novi Zeland                    0:3 (0:2)

 
završnica

 Južna Koreja - Španjolska                2:3 (2:1)
```

## Najbolji strijelci
```
 1. 
Xavier Arnau
 (Španjolska)                10 pogodaka 
 2. 
Greg Nicol
 (JAR)                          8 pogodaka
    
Seong Tae Song
 (Južna Koreja)             8 pogodaka
 3. 
Santiago Capurro
 (Argentina)              7 pogodaka 
    
Keon Wook Kang
 (Južna Koreja)             7 pogodaka
    
John Radovonich
 (Novi Zeland)             7 pogodaka 
 6. 
Peter Milkovich
 (Kanada)                  6 pogodaka 
 7. 
Joeri Beunen
 (Belgija)                    5 pogodaka 
    
Carlos Geneyro
 (Argentina)                5 pogodaka 
    
Rodolfo Pérez Gentile
 (Argentina)         5 pogodaka 
    
Abdul Rahman Shaiful
 (Malezija)           5 pogodaka 
12. 
Jordi Casas
 (Španjolska)                  4 pogotka 
    
Juan Escarré
 (Španjolska)                 4 pogotka 
    
Jorge Lombi
 (Argentina)                   4 pogotka
```

## Konačna ljestvica
| Mj. | Država       |
| --- | ------------ |
| 1.  | Španjolska   |
| 2.  | Južna Koreja |
| 3.  | Novi Zeland  |
| 4.  | Poljska      |
| 5.  | Kanada       |
| 6.  | Malezija     |
| 7.  | Argentina    |
| 8.  | Belgija      |
| 9.  | JAR          |
| 10. | Švicarska    |
| 11. | Bjelorusija  |
| 12. | Irska        |

Pravo sudjelovati na Svjetskom kupu 1998. su izborile Španjolska, Južna Koreja, Novi Zeland, Poljska, Kanada i Malezija.
| Interkontinentalni prvaci 1997. |
| ------------------------------- |
| Španjolska Drugi naslov         |

## Vanjske poveznice
- International Hockey Federation